# 1974-es Formula–1 osztrák nagydíj
Az osztrák nagydíj volt az 1974-es Formula–1 világbajnokság tizenkettedik futama.

## Futam
Lauda a hazai közönség előtt megszerezte sorozatban az ötödik pole-pozíciót, mögüle Reutemann és Fittipaldi indult. A rajt után Reutemann állt az élre, míg Regazzoni Pace mögé került, de a ferraris hamar visszaelőzte a brazilt. Scheckter, majd ezt követően Lauda és Fittipaldi is kiesett a versenyből, mindhárman motorhiba miatt. Regazzoni a második helyen haladt, amikor lassúdefektet kapott, végül ötödik helyével két pontot szerzett, míg riválisai egyet sem. Reutemanné lett a győzelem, Denny Hulme második, Hunt harmadik lett.
| Helyezés | #  | Versenyző             | Csapat/Motor      | Körök | Idő/Kiesés oka      | Rajthely | Pontszám |
| -------- | -- | --------------------- | ----------------- | ----- | ------------------- | -------- | -------- |
| 1        | 7  | Carlos Reutemann      | Brabham-Ford      | 54    | 1:28:44,72          | 2        | 9        |
| 2        | 6  | Denny Hulme           | McLaren-Ford      | 54    | + 42,92             | 10       | 6        |
| 3        | 24 | James Hunt            | Hesketh-Ford      | 54    | + 1:01,54           | 7        | 4        |
| 4        | 28 | John Watson           | Brabham-Ford      | 54    | + 1:09,39           | 11       | 3        |
| 5        | 11 | Clay Regazzoni        | Ferrari           | 54    | + 1:13,08           | 8        | 2        |
| 6        | 10 | Vittorio Brambilla    | March-Ford        | 54    | + 1:13,82           | 20       | 1        |
| 7        | 33 | David Hobbs           | McLaren-Ford      | 53    | +1 kör              | 17       |          |
| 8        | 17 | Jean-Pierre Jarier    | Shadow-Ford       | 52    | +2 kör              | 23       |          |
| 9        | 30 | Dieter Quester        | Surtees-Ford      | 51    | +3 kör              | 25       |          |
| 10       | 23 | Tim Schenken          | Trojan-Ford       | 50    | +4 kör              | 19       |          |
| 11       | 9  | Hans-Joachim Stuck    | March-Ford        | 48    | Felfüggesztés       | 15       |          |
| 12       | 26 | Graham Hill           | Lola-Ford         | 48    | +6 kör              | 21       |          |
| HN       | 35 | Ian Ashley            | Token-Ford        | 46    | Helyezés nélkül     | 24       |          |
| Kiesett  | 1  | Ronnie Peterson       | Lotus-Ford        | 45    | Meghajtás           | 6        |          |
| Kiesett  | 2  | Jacky Ickx            | Lotus-Ford        | 43    | Ütközés             | 22       |          |
| Kiesett  | 4  | Patrick Depailler     | Tyrrell-Ford      | 42    | Ütközés             | 14       |          |
| Kiesett  | 8  | Carlos Pace           | Brabham-Ford      | 41    | Üzemanyag szivárgás | 4        |          |
| Kiesett  | 5  | Emerson Fittipaldi    | McLaren-Ford      | 37    | Motorhiba           | 3        |          |
| HN       | 21 | Jacques Laffite       | Iso Marlboro-Ford | 37    | Helyezés nélkül     | 12       |          |
| Kiesett  | 20 | Arturo Merzario       | Iso Marlboro-Ford | 24    | Üzemanyag rendszer  | 9        |          |
| Kiesett  | 16 | Tom Pryce             | Shadow-Ford       | 22    | Kicsúszás           | 16       |          |
| Kiesett  | 14 | Jean-Pierre Beltoise  | BRM               | 22    | Motorhiba           | 18       |          |
| Kiesett  | 12 | Niki Lauda            | Ferrari           | 17    | Motorhiba           | 1        |          |
| Kiesett  | 27 | Rolf Stommelen        | Lola-Ford         | 14    | Baleset             | 13       |          |
| Kiesett  | 3  | Jody Scheckter        | Tyrrell-Ford      | 8     | Motorhiba           | 5        |          |
| NK       | 31 | Ian Scheckter         | Hesketh-Ford      |       |                     |          |          |
| NK       | 43 | Leo Kinnunen          | Surtees-Ford      |       |                     |          |          |
| NK       | 18 | Derek Bell            | Surtees-Ford      |       |                     |          |          |
| NK       | 22 | Mike Wilds            | Ensign-Ford       |       |                     |          |          |
| NK       | 19 | Jean-Pierre Jabouille | Surtees-Ford      |       |                     |          |          |
| NK       | 32 | Helmuth Koinigg       | Brabham-Ford      |       |                     |          |          |

## Statisztikák
Vezető helyen:
- Carlos Reutemann: 54 (1-54)

Carlos Reutemann 2. győzelme, Niki Lauda 8. pole-pozíciója, Clay Regazzoni 6. leggyorsabb köre.
- Brabham 15. győzelme.